# КК Газ метан Медијаш
КК Газ метан Медијаш (рум. CS Gaz Metan Mediaș) је румунски кошаркашки клуб из Медијаша. У сезони 2014/15. такмичи се у Првој лиги Румуније.

## Историја
Клуб је основан 2003. године. Већ 2004. изборио је пласман у највиши ранг, а највећи успех у њему остварен је у сезони 2009/10. освајањем другог места у лигашком делу уз учешће у полуфиналу плеј-офа. Победник Купа Румуније био је 2011. и 2013. године.
У сезонама 2012/13. и 2013/14. учествовао је у ФИБА Еврочеленџу и оба пута је такмичење завршио међу 16 најбољих.

## Успеси

### Национални
- Куп Румуније:
  - Победник (2): 2011, 2013.

## Познатији играчи
- Марко Ђурковић
- Иван Жигерановић